# Großsteingräber bei Kritzow
Die Großsteingräber bei Kritzow waren vermutlich drei megalithische Grabanlagen der jungsteinzeitlichen Trichterbecherkultur  bei Kritzow im Landkreis Ludwigslust-Parchim (Mecklenburg-Vorpommern). Sie wurden im 19. und frühen 20. Jahrhundert zerstört. Grab 1 wurde um 1805 von Friedrich Wilhelm Zinck untersucht.

## Lage
Grab 1 lag in der Nähe der Kritzower Brücke. Der Standort von Grab 2 ist nicht publiziert. Grab 3 befand sich im Rotstall, einem Teil des Fortes Sandkrug.

## Beschreibung

### Grab 1
Über das Grab selbst ist nicht mehr bekannt, als dass es einen einzelnen großen Deckstein besaß. Zinck fand darin bei seiner Untersuchung ein vollständiges, liegendes menschliches Skelett, dessen Schädel nach Osten zeigte. Ewald Schuldt klassifizierte das Grab als erweiterten Dolmen.

### Grab 2
Bei Grab 2 handelte es sich um einen Urdolmen. Weitere Angaben liegen nicht vor (evtl. identisch mit Grab 3?).

### Grab 3
Bei Grab 3 handelte es sich ebenfalls um einen Urdolmen. Nach Robert Beltz wurde er 1905 zerstört. In der Grabkammer wurde ein Bodenpflaster aus geglühtem Feuerstein festgestellt. An Grabbeigaben wurden ein Flachbeil und ein Schneidenbruchstück eines Schmalmeißels entdeckt. Beide Stücke befinden sich heute in der Sammlung des Archäologischen Landesmuseums Mecklenburg-Vorpommern in Schwerin.